# Bliss Corner
Bliss Corner es un lugar designado por el censo ubicado en el condado de Bristol en el estado estadounidense de Massachusetts. En el Censo de 2010 tenía una población de 5.280 habitantes y una densidad poblacional de 1.020,33 personas por km².

## Geografía
Bliss Corner se encuentra ubicado en las coordenadas 41°36′19″N 70°56′33″O / 41.60528, -70.94250. Según la Oficina del Censo de los Estados Unidos, Bliss Corner tiene una superficie total de 5.17 km², de la cual 5.17 km² corresponden a tierra firme y (0.05%) 0 km² es agua.

## Demografía
Según el censo de 2010, había 5.280 personas residiendo en Bliss Corner. La densidad de población era de 1.020,33 hab./km². De los 5.280 habitantes, Bliss Corner estaba compuesto por el 94.28% blancos, el 0.8% eran afroamericanos, el 0.25% eran amerindios, el 1.33% eran asiáticos, el 0% eran isleños del Pacífico, el 1.65% eran de otras razas y el 1.7% pertenecían a dos o más razas. Del total de la población el 1.31% eran hispanos o latinos de cualquier raza.